# Слово о живописи из Сада с горчичное зерно
Слово о живописи из Сада с горчичное зерно (芥子園畫譜, пиньинь Jièzǐyuánhuàpǔ) — классическое произведение художественной мысли эпохи императора Канси. Является основным источником знаний по традиционной китайской живописи. Служило учебником для многих китайских живописцев.

## Название
Название «Слово о живописи из Сада с горчичное зерно» происходит от имени поместья известного драматурга династии Цин Ли Юя «芥子園» (может быть переведено как «Сад с горчичное зерно»), располагавшегося рядом с Нанкином.

## Язык
Как отмечают некоторые исследователи, «Слово о живописи из Сада с горчичное зерно» написано частично разговорным, частично классическим вариантом китайского языка, что придаёт этому произведению дополнительную филологическую значимость, поскольку до XX века разговорный китайский был крайне мало представлен в литературе.

## Переводы
- Слово о живописи из сада с горчичное зерно. М.: Наука, 1969. 520 с.
  - Слово о живописи из Сада с горчичное зерно / пер. Евгении Завадской. М.: Изд-во В. Шевчук, 2001. 512 с. ISBN 5-94232-015-2